# Institut für neutestamentliche Textforschung

Logo della INTF

Institut für neutestamentliche Textforschung (in italiano: Istituto per la ricerca testuale del Nuovo Testamento) è l'Istituto per la ricerca testuale del Nuovo Testamento con sede a Münster.
Si occupa della pubblicazione del Novum Testamentum Graece. L'istituto è stato fondato a Münster nel 1959 dal professor Kurt Aland (1915-1994), primo direttore dell'istituto. Nel 1983 Barbara Aland ha preso il posto del marito, sino al 2004 anno in cui Holger Strutwolf, allievo del professor Martin Ritter di Heidelberg, è stato eletto nuovo direttore del INTF.